# Ареа Продутива Рената Вигано (Болоња)
Ареа Продутива Рената Вигано је насеље у Италији у округу Болоња, региону Емилија-Ромања.
Према процени из 2011. у насељу је живело 13 становника. Насеље се налази на надморској висини од 22 м.